# Vicente Rojo Lluch
Vicente Rojo Lluch (La Font de la Figuera, Valencia; 8 de octubre de 1894-Madrid, 15 de junio de 1966) fue un militar español, jefe de Estado Mayor del Ejército Popular de la República durante la guerra civil española.
Es conocido por su destacada participación en la defensa de Madrid, así como en el planeamiento de la batalla del Ebro, la batalla de Brunete, la batalla de Guadalajara, y finalmente el Plan P. A pesar de estar en el bando republicano, él mismo se definió como «católico, apostólico y romano».
Al finalizar la guerra estuvo exiliado en Francia, Argentina y Bolivia. En 1957 regresó a España donde fue juzgado por «auxilio a la rebelión» y perdió su empleo militar. Fue autor de diversos libros relativos a la narración histórica de la guerra civil española, así como del entorno social que rodeó al conflicto. Ejerció el profesorado tanto durante su carrera militar en España como en el exilio.

## Biografía
El propio Vicente Rojo escribió sobre su vida algunas notas de carácter autobiográfico, que no fueron publicadas (y que por razones desconocidas evitan el periodo de la guerra civil). A pesar de ello, una de las biografías más completas es la que escribe su propio nieto José Andrés Rojo. Existen diversos documentos, con la denominación Los papeles del general Rojo y ubicados en el Archivo Histórico Militar (como donación de él mismo a los archivos del Estado), que narran algunas ideas y proyectos de este militar español. De las cuatro hermanas, la mayor de ellas (conocida como Pitusa y que se llama Teresa Rojo Almazán) escribió anotaciones acerca de la historia de la familia, incluyendo detalles sobre su vida. Todo ello conforma el cuerpo de información bibliográfica acerca de la vida de Vicente Rojo.

### Infancia y entorno familiar

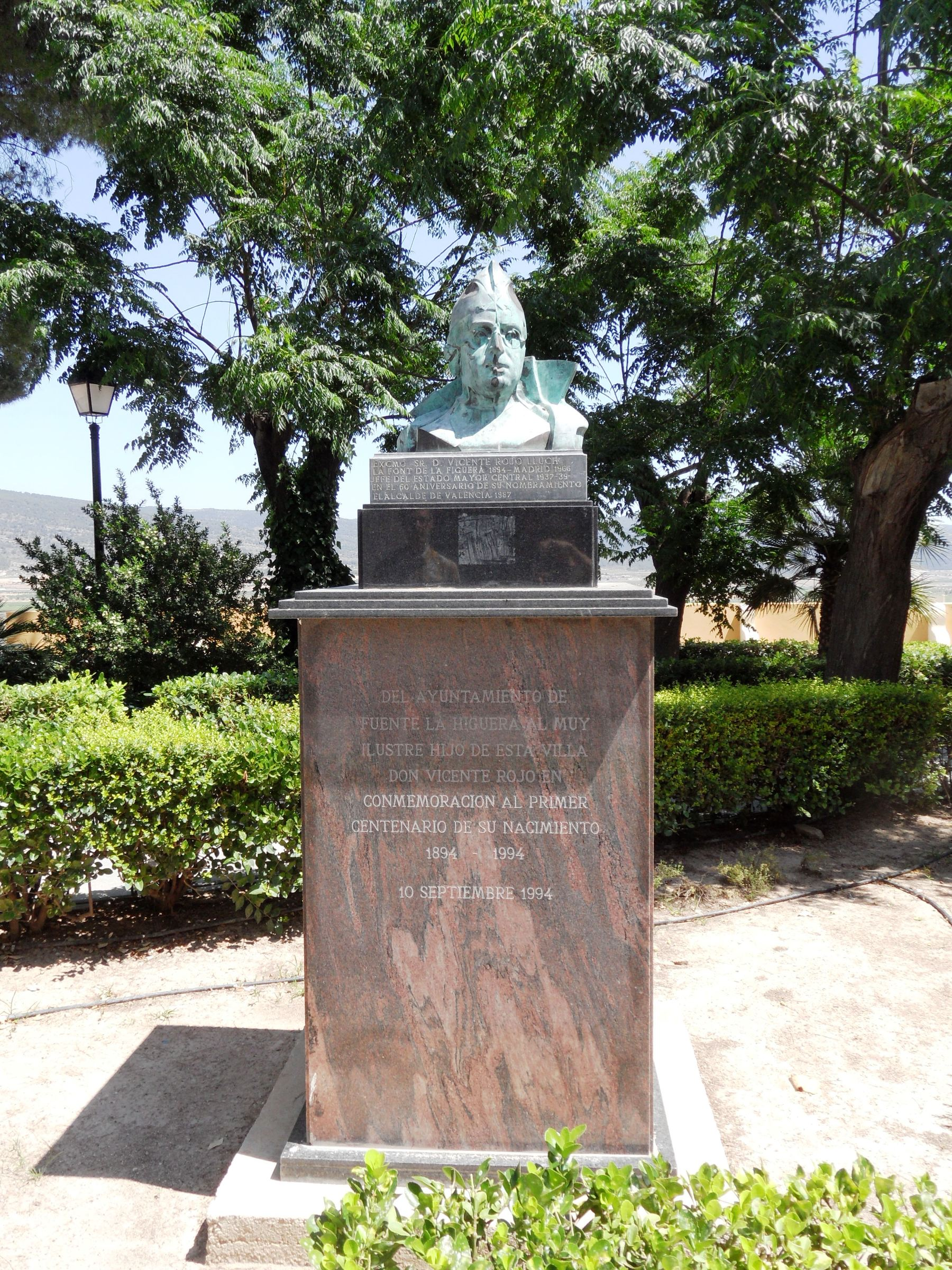
Busto de Vicente Rojo en su pueblo natal, La Font de la Figuera.

Vicente nace el 8 de octubre en el pequeño pueblo valenciano de La Font de la Figuera. Su padre, Isaac Rojo González había fallecido tres meses antes de su nacimiento, dejando a su mujer, Dolores Lluch Doménech una pensión algo limitada para el mantenimiento económico de la vida de la familia. Al nacer es el sexto hijo de la familia. Desde joven aprende y convive al amparo de su madre.
El padre de Vicente había sido un militar que, tras haber combatido como soldado de reemplazo contra los carlistas en Cataluña, había servido en el Ejército de Ultramar en La Habana a partir de 1876. En Cuba fue ascendido por antigüedad, y tras media docena de años de servicio regresó a España muy enfermo y fue ascendido a teniente 1.º por méritos de guerra. Finalmente Isaac se estableció en el pueblo valenciano de La Font de la Figuera y murió a causa de sus dolencias, meses antes de conocer a su hijo Vicente.
La humildad del origen de Vicente Rojo le marcó desde la adolescencia, combinándose con una cada vez mayor relación con el mundo castrense. De los seis hermanos solo dos fueron varones: Vicente y Francisco. Ambos hermanos crecieron en un ambiente católico y la amistad entre ellos fue siempre estrecha y cordial.

### Formación militar
Su madre murió cuando Vicente tenía trece años de edad, y él no tuvo opción: fue asignado de inmediato a la institución en representación de internado denominada los Huérfanos de Infantería. Se puede decir que Rojo no eligió la carrera militar: ingresó en esta institución en calidad de huérfano de militar. Agravado por la situación económica de su familia en el año 1911, ingresa en la Academia de Infantería de Toledo. Una enfermedad en el ojo izquierdo retrasa sus estudios, tras tres años de convalecencia aprende a disimular el problema de su reducción de visibilidad. Vicente pudo pasar estos primeros años gracias a las aportaciones económicas solidarias de sus hermanos mayores. En esta su primera estancia en el Alcázar de Toledo estudiando hizo grandes amistades con algunos de sus compañeros. Su coronel José Villalba Riquelme lo recordaría como un aplicado alumno, del que finaliza sus estudios en el año 1914 como oficial, con el empleo de «segundo teniente», habiendo obtenido el número dos en una promoción de 390 cadetes alumnos de la academia. Franco había acabado años antes, en 1911, los estudios en la misma academia.
Su primer destino le lleva a Barcelona, en junio de 1914, siendo asignado al Regimiento Vergara 57. Era una época complicada de conflictos sociales en las calles barcelonesas. Estuvo conviviendo en la misma casa con su hermano Francisco, tres años mayor que él. Su hermano trabajaba en la Catalana de Gas y Electricidad y logró mantener su empleo hasta después de la Guerra Civil. Al igual que Vicente, se había educado en un orfanato militar de Toledo (María Cristina), sólo que al final no eligió la carrera militar. Este periodo barcelonés de Vicente fortaleció el vínculo entre ambos hermanos. Durante esta época tuvo que enfrentarse como represor a las huelgas catalanas, y por otra parte tenía que oír las versiones de su hermano (que se encontraba en el otro bando). Francisco durante la Guerra se afilió a la UGT, aunque esta actitud era normal durante la guerra por motivos de supervivencia. La penuria económica y el bajo sueldo de Vicente en Barcelona (que correspondía a 35 duros) le obligan a solicitar el destino de Marruecos a la campaña africana de España. El destino de Marruecos era prometedor, ya que el rey Alfonso XIII había concedido ventajas de ascenso en el escalafón a los militares destinados allí. Es muy probable que Vicente quisiera probar suerte.

### Guerra del Rif
El 10 de enero de 1915 se incorpora al Regimiento de Infantería de Córdoba n.º 10, que se encuentra en el protectorado español de Marruecos, a mitad de camino entre las posiciones de Ceuta y Melilla. Este era un lugar en que los militares españoles ambiciosos lograban en un corto periodo de tiempo posiciones altas en el escalafón. Tras pasar un periodo de aclimatación en Córdoba, el 18 de febrero se incorpora al Batallón de Cazadores Arapiles n.º 9, estacionado en Tetuán. Su bautismo de fuego lo tuvo en la ciudad de Laucién, y fue una escaramuza. El 29 de junio de 1916 tuvo lugar una importante operación en la cabila de Anyera, el Batallón de Cazadores de Arapiles tuvo participación en dicha operación. Durante este periodo en la guerra del Rif tuvo que realizar diversas operaciones militares, alternó posiciones avanzadas con las de retaguardia, a finales de 1916 fue condecorado con Cruz Roja al Mérito Militar. En junio de 1918 ascendió a capitán. Participó en la misión de Alcazarseguir en el norte de Marruecos.
La aventura africana no parece lograr en Rojo las satisfacciones deseadas, y tras solicitar cambio de destino el 12 de julio de 1919 se incorpora al Regimiento de Infantería Vergara número 57 ubicado en Barcelona. En sus periodos de permiso que disfrutó en Ceuta conoció a Teresa Fernández; ambos contraen matrimonio en Madrid el 13 de marzo de 1920. Tras casarse es destinado al Batallón de Cazadores de Montaña Alfonso XII número 1 ubicado en Vich. En 1922 tiene su segundo hijo y logra ser destinado como profesor en la Academia de Infantería de Toledo, algo que llevaba deseando desde hacía varios años.

### Profesor en la Academia de Infantería
Al conseguir el traslado, Vicente Rojo y su mujer se establecen en la ciudad de Toledo en 1922, ya como capitán. En la Academia de Infantería ocupa diversos puestos docentes y de administración. Ocupará este puesto de profesor durante cerca de una década. Como profesor se encarga de diversas materias dentro del currículo ofrecido por la Academia, tales como: Medios de Transporte, Táctica, Logística, Higiene y Alimentación, Topografía, Armamento y Material. Participó igualmente en las prácticas que se realizaban en el Campamento de los Alijares. Fue uno de los redactores de los planes de estudio de las asignaturas de Táctica, Armamento y Tiro para la nueva etapa de la Academia de Zaragoza. Es en este periodo en la Academia cuando colabora en la fundación y dirección de la Colección Bibliográfica Militar, colección sobre temas militares que alcanzó amplia difusión en España y en el extranjero, junto con el también capitán Emilio Alamán Ortega. Esta colaboración se extendió desde el año 1928 hasta 1936, y se tradujeron casi un centenar de títulos, llegando a alcanzar tiradas de cerca de doscientos mil ejemplares. El repertorio ideológico de las obras era de amplio espectro. El propio Vicente Rojo publica estudios como «Orientación y datos», «Los ejercicios sobre el plano», etc.
Durante su estancia en la escuela se dio la circunstancia curiosa de que se propuso a los alumnos de su promoción que desarrollaran un supuesto táctico que consistía en el paso del río Ebro para establecerse en la ruta Reus-Granadella, operación muy similar a la que unos años después, durante la Guerra Civil, habría de llevar a la práctica el general Rojo en la célebre batalla del Ebro, en el tramo comprendido entre Mequinenza y Amposta. En otra faceta de su biografía, su preocupación e implicación por la formación de los jóvenes condujo, igualmente, a que por estas fechas (1931-1933) fuese nombrado comisario general de Instrucción de los Exploradores de España («boy scouts españoles»). Durante su estancia en la academia fueron ocurriendo sucesos en la vida política, como el advenimiento de la Segunda República el 14 de abril de 1931.
En agosto de 1932, abandona la Academia para ingresar en la Escuela Superior de Guerra en Madrid con el objetivo de realizar el curso de Estado Mayor, diploma que obtendría en 1936 (al poco de haber ascendido a comandante). Su mujer está embarazada del sexto hijo. Al poco de abandonar la Academia, su antiguo jefe en la época de Marruecos, el general Sanjurjo, se subleva contra la República en la ciudad de Sevilla, en lo que se denominó la Sanjurjada. Durante una breve temporada se convirtió en jefe de Estado Mayor de la 16.ª Brigada de Infantería de León; este nuevo cargo le permitió comprobar la realidad del ejército antes de la Guerra Civil. De la misma forma pudo comprobar cómo en los ambientes militares se estaba fraguando el futuro conflicto, y de vez en cuando le convocaban a reuniones en las que se pretendía que se afiliase a una posible revuelta.

### Estallido de la Guerra Civil
Ascendido a comandante el 25 de febrero de 1936, al estallar la guerra civil, en julio de 1936, se mantuvo leal al Gobierno de la República, y fue uno de los militares profesionales que participó en la reorganización de las fuerzas republicanas durante los instantes posteriores al golpe de Estado. La intención recelosa del gobierno de Giral fue la de desmantelar el ejército, finalmente en agosto de este mismo año se reactivan los escalafones militares. No es de suponer que se cuestionase la lealtad de Vicente Rojo ya que desde los primeros instantes fue trasladado a las oficinas del Estado Mayor del Ministerio al mando de Hernández Saravia. Debido a las operaciones de acoso a la capital desde el norte, el 24 de julio partía a Somosierra para incorporarse a una columna que estaba bajo las órdenes de Enrique Jurado, estuvo destinado hasta el 28 de agosto en Lozoyuela, tras este primer punto de contacto regresó al Estado Mayor. El primer contacto con los milicianos fue muy bien entendido y fue considerado a partir de ese primer destino. Durante esos meses de gran actividad tuvieron que reorganizar un nuevo ejército capaz de enfrentarse con las tropas sublevadas que avanzaban por Extremadura hacia la capital, en ese intento se creó la Inspección General de Milicias con el objeto de controlar los batallones de voluntarios. El 18 de agosto llegan las noticias de la toma de Badajoz y de las brutales represiones posteriores por parte del teniente coronel Yagüe.
Una de las primeras misiones asignadas a Vicente Rojo (en compañía de un miliciano al que denomina simplemente M. en sus papeles) fue la de pactar una rendición al asediado Alcázar de Toledo el 9 de septiembre de 1936, esta misión (propuesta por Francisco Largo Caballero) fue ciertamente dura para él, ya que suponía volver a la academia en la que estuvo destinado como profesor durante casi una década. El 8 de septiembre la Junta de Defensa de Toledo (ubicado en la casa de Correos) redacta el mensaje que debía aceptar Moscardó. Rojo sabía de antemano que Moscardó no aceptará las condiciones. Ese 9 de septiembre a las diez de la mañana entra por puerta de los Carros con los ojos vendados a entrevistarse con Moscardó. Muchos de sus viejos camaradas se encontraban en su interior (entre ellos su antiguo colaborador Emilio Alamán Ortega). La recepción en el Alcázar por el general Moscardó fue fría y protocolaria, escuchó las condiciones y posteriormente permitió que Rojo saludara a sus antiguos colegas. Solicitó la entrada al recinto de un sacerdote para que pudiera hacer sus servicios religiosos en el interior del Alcázar. Regresó a Madrid e informó en persona a Largo Caballero de lo sucedido.
En octubre de 1936 fue ascendido a teniente coronel, siendo designado jefe del Estado Mayor de las Fuerzas de Defensa, mandadas por el general Miaja, jefe de la Junta de Defensa de Madrid, creada para defender la capital a toda costa después del traslado del Gobierno de la República a Valencia. En este puesto preparó un eficaz plan de protección de la ciudad, que evitó su caída. A partir de entonces, su fama como organizador no hizo sino aumentar. Su trabajo se fundamentó en organizar las milicias y que pudieran ofrecer un frente disciplinado ante el avance franquista. Evitar la improvisación y promover en la medida de lo posible la organización en el frente.
El 18 de octubre se crean las seis primeras Brigadas Mixtas. El avance de las tropas sublevadas hacia Madrid parecía imparable tras la toma de Toledo por el ejército franquista el 28 de septiembre, tras este incidente en la primera semana de octubre se producen las primeras escaramuzas en Illescas. Vicente Rojo fue designado para detener el avance en esa localidad. El general José Asensio Torrado fue designado para planificar esta operación. Los combates comenzaron el día 20 de octubre y duraron hasta el 24. Durante el acercamiento Rojo pudo comprobar el caos de la defensa republicana, intentó mejorar las comunicaciones en la localidad de Seseña con el objeto de establecer la logística. Pronto pudo comprobar que las baterías artilleras eran de calibres muy dispares (del 7.5 y 6.5) y que no estaban bien abastecidas, en la mayoría de los casos las municiones recibidas eran del 6.5. Espontáneos brotes de pánico en los frentes, mala preparación de los milicianos, etc. Rojo se da cuenta al estar en la línea de fuego que había muchas cosas que mejorar, es en esta época cuando conoce a Juan Modesto Guilloto, el que será su estrecho colaborador. El día 2 de noviembre se le nombra responsable de la sección de Organización y Movilización en el Estado Mayor.

#### Batalla de Madrid
La marcha del Gobierno republicano a Valencia se produjo el 6 de noviembre de 1936, pero antes se dejó al general Pozas que se hiciera cargo del Ejército del Centro, y la Junta de Defensa de Madrid al general Miaja, la consigna era: «la defensa de Madrid a toda costa». Vicente Rojo, que se encontraba a las órdenes de Miaja, se hizo cargo de la situación desde el primer instante. El perímetro a defender comprendía entre unos 32 a 35 kilómetros. La defensa de Madrid comenzó cuando las tropas del general Varela avanzaron hasta rebasar la Casa de Campo el día 7 de noviembre. Algunos autores describen la situación: «Si el general Miaja era la voz de mando, Rojo era la cabeza pensante y la voluntad organizadora». Cuando el día 8 las tropas sublevadas avanzan por la Casa de Campo la defensa ya está organizada. Un contraataque de la 3.ª Brigada hacia Húmera sorprende el flanco izquierdo de las tropas de Varela, que tienen que luchar en un terreno boscoso, en el centro se encuentra estancado el frente. En el flanco derecho se producen escaramuzas en Carabanchel, y el día 9 de noviembre hay combate «casa a casa». Se luchaba cuerpo a cuerpo, en algunos casos era difícil remunicionar ciertas zonas. El mismo día 8 Rojo abandona el frente para solicitar a Miaja refuerzos en el frente de Moncloa; este se niega por reservarlos para una ofensiva en el Jarama. Solicitó permiso para convencer en persona a la primera Brigada de las Brigadas Internacionales que se encontraban destacados en Ciempozuelos, donde recibió la misma negativa. A partir del 10 y hasta el 14 el Estado Mayor reconsideró su negativa inicial y empezaron a llegar los refuerzos: dos Brigadas Internacionales (XI y XII) y tres mixtas (la 2.ª, 5.ª y 6.ª).
En estos días la familia de Vicente Rojo es evacuada de la casa cercana al frente (calle Guzmán el Bueno) a la casa del director de cine Luis Buñuel (calle Menéndez Pelayo). Poco tiempo tuvo para estar con su familia, pues vivía en el Estado Mayor acompañado de sus tenientes coroneles más allegados. Sobre la tensión vivida durante esos primeros días de noviembre, Rojo escribe en su Anecdotario 103 puntos, de los que tan solo pudo describir los títulos. En ellos refleja los problemas habidos con la Junta de Defensa, con los milicianos comunistas, con la Embajada de Finlandia, las peticiones de munición a Valencia, etc. El 13 de noviembre Barrón toma el cerro Garabitas de la casa de Campo. El día 15 Rojo prepara una contraofensiva para recuperar Garabitas y fracasa al coincidir con una violenta ofensiva de las tropas sublevadas que provocó pánico entre las unidades republicanas. Las tropas franquistas abren brecha y entran en la Ciudad Universitaria hasta el Hospital Clínico, y allí la Brigada 3 al mando de Jesús Martínez de Aragón detuvo el ataque. Ese mismo día se envió una comitiva de Miaja y Rojo a inspeccionar el frente a la altura de la Cárcel Modelo y se vio involucrada en mitad del fragor. El día 23 de noviembre, tras una visita de Francisco Franco desde Leganés, decide detener la ofensiva. El frente queda parado en el Clínico. El general Miaja decide frenar la situación caótica existente con los asesinatos indiscriminados de inocentes producidos con las sacas de presos, los paseos y las checas. Uno de los héroes de este primer enfrentamiento fue Manfred Zalmanovich Stern (conocido como general Emil Kléber) y su personalidad era radicalmente diferente a la de Vicente Rojo. Este denunció ante Miaja lo que se vino a denominar como «caso Kléber». En dicho informe de nueve puntos señala las discrepancias que hubo entre ambos. Kléber fue relevado de sus funciones en la defensa de Madrid en enero de 1937. Sin embargo, la relación de Rojo con el general ruso Vladimir Gorev fue cordial en todo momento.
El 29 de noviembre de 1936 se abre otra ofensiva con fuerte apoyo de aviación en la denominada la primera batalla de la carretera de La Coruña, esta ofensiva está dirigida por García-Escámez. La resistencia organizada por Rojo logró sus frutos paralizando el frente de nuevo. Se comienza el día trece de diciembre la que será la segunda batalla de la carretera de La Coruña, esta ofensiva muestra una maniobra muy preparada, es de mayor alcance que la anterior y se ve frenada por la niebla, que le imposibilita utilizar su mayor poder aéreo y artillero, y por la obsesión de tomar Boadilla, en donde los republicanos muestran su buena preparación para la defensa. El 14 de enero de 1937 cuando se van extinguiendo los combates en la carretera de La Coruña el general Pozas intenta aconsejar a Largo Caballero de la necesidad de realizar una maniobra de doble envolvimiento a lo largo del Jarama contra las tropas enemigas con el objeto de romper su línea de comunicaciones. Rojo sostenía que el ataque simultáneo de Brunete hubiera sido vital debido a lo poco protegida que se encontraba la zona. El 6 de febrero el ejército sublevado comienza la ofensiva en un frente que va desde Perales hasta Ciempozuelos. El avance resultó imparable hasta que el día 14 consolida el Pingarrón, lugar en el que se centró la serie de ataques y contraataques hasta que el 23 el general Miaja dio por finalizada la batalla, quedando todo en un punto de equilibrio. Tras esta ofensiva se esperaba que otra viniese, hasta que el 8 de marzo se produce un avance en Guadalajara de tropas motorizadas italianas (Corpo Truppe Volontarie) en apoyo de Franco. La ofensiva llega hasta Brihuega el día 10 de marzo. Ese día y en ese lugar en el que se estanca por la resistencia del ejército republicano y las Brigadas Internacionales, contribuyendo el mal tiempo a frenar el avance del gran material bélico que transportaban. Para el día 18 se planificó un fuerte contraataque y se recuperó Brihuega.
Con un prestigio acrecentado, en marzo de 1937 fue nombrado coronel y en mayo, tras la formación del gobierno de Negrín, jefe del Estado Mayor Central de las Fuerzas Armadas y jefe del Estado Mayor del Ejército de Tierra. Desde este nuevo empleo se encargó de dirigir la expansión del Ejército Popular, y creó el denominado Ejército de Maniobra, que debía servir de avanzadilla ofensiva del Ejército Republicano. En marzo de 1937 se comenzaban las ofensivas por el Norte y el primer objetivo de las tropas sublevadas fue Bilbao. Rojo propone un cambio de estrategia y recomienda pasar a la ofensiva y uno de los objetivos iniciales era lograr el cerro Garabitas, desde el que se castigaba Madrid. Se movilizaron varias divisiones y diversos carros de combate (T-26 soviéticos) así como aviación y artillería y el 10 de abril comenzó la ofensiva, la ejecución se hizo acorde con los planes pero la lucha encarnizada causó tantas bajas que algunos comandantes se retiraron (entre ellos Líster) y el día 14 la operación se suspendió con un balance de 1500 soldados republicanos muertos y las tropas franquistas mantuvieron sus posiciones iniciales anteriores a la operación. La primera ofensiva del Estado Mayor de Rojo había sido un fracaso. El 23 de abril se disuelve la Junta de Defensa de Madrid y tras su ascenso a coronel se le destina a Valencia, al Estado Mayor Central. En una reunión del Estado Mayor propuso una ofensiva que cumpliera cuatro puntos: descongestionar Bilbao, reducir el saliente de Teruel y crear una amenaza sobre Zaragoza, alejar al enemigo del Manzanares y cortar por Extremadura las comunicaciones en eje norte-sur. El primero de los puntos no pudo lograrse debido a que el 19 de junio Bilbao cayó, los otros sufrieron demoras.
A pesar de todo, el 6 de julio de 1937 se puso en marcha la ofensiva de Brunete, la instrucción para su ejecución fue aprobada por Indalecio Prieto, pero llevaba siendo propuesta varios meses antes por Rojo como maniobra para detener el avance por el norte. El avance planificado, a pesar de su claro avance, sufrió diversos percances. El efecto sorpresa funcionó y la campaña hacia Santander de las tropas franquistas fue detenida. La Legión Cóndor apareció por los cielos y acosó a las tropas de Rojo. Al séptimo día de la batalla, se detuvo la ofensiva. Hubo problemas con el abastecimiento de municiones y el ritmo de consumo de municiones artilleras alertó a los altos estamentos del ejército. Madrid en aquella época había dejado de ser un objetivo militar para Franco. El 14 de agosto Rojo anuncia su «plan de acción político-militar», en el que anuncia tener informaciones sobre el estado de descomposición de algunas posiciones de retaguardia enemiga y era necesario explotar su descontento. Otros intentos del coronel Rojo desde Valencia por detener el avance de las fuerzas franquistas a Santander con una maniobra de distracción.

#### La ofensiva en Aragón
Vicente Rojo empieza a valorar en agosto de 1937 que el frente de Aragón es ideal para presentar frente y avanzar. Visita en persona la zona para reconocer el terreno en el cerca del sector de Zuera, donde pensaba iniciar el ataque. Desde aquella visita colaboró con el Gobierno en extinguir al Consejo de Aragón y la denominada Columna de Hierro. Desde el comienzo del alzamiento la mayoría de las milicias anarquistas se dirigieron a Aragón. Un decreto del 11 de agosto de 1937 impuso la disolución del Consejo de Aragón. Se encargó a Líster con la 11.ª División la ocupación de Aragón y vigilancia de tal decreto. En agosto se reagruparon fuerzas militares de otras zonas con el objeto de iniciar la ofensiva. El 24 de agosto se inició el ataque hacia Zaragoza y lo que luego se acabó convirtiendo en la batalla de Belchite. Rojo dio la orden de avanzar a las unidades hacia Zaragoza sin preocuparse de dejar los flancos descubiertos. Los inicios de la operación fueron según el plan desarrollado, pero a medida que se tomaban posiciones las columnas se ralentizaban debido a la confianza lograda por su éxito, el transporte por la llanura era penoso debido a la falta de caminos en buen estado. A falta de una treintena de kilómetros el frente quedó detenido. Se tomó Belchite el día 7 pero Zaragoza quedó lejos. Franco inició el avance a Santander el 18 y la ciudad se rindió el 26 de agosto de 1937. En octubre, las tropas sublevadas acabaron con las últimas resistencias en Asturias, Gijón y Avilés cayeron el 21 de octubre. A finales del mes de octubre, Indalecio Prieto daba por perdida la Cornisa Cantábrica y las provincias vascas.
El 12 de septiembre, Rojo rechazó los trámites de la concesión de la Placa Laureada de Madrid (máxima condecoración del Ejército Republicano, equivalente a la Cruz Laureada de San Fernando). Tiene la convicción de que ese agradecimiento desencadenaría comentarios y comidillas. Finalmente se le concedió el 11 de marzo de 1938. Ascendido a general en octubre de 1937, en ese momento ya era uno de los militares más prestigiosos de la República. El 1 de noviembre, se entrevista con Azaña en Barcelona y le comunica que es de esperar un ataque en diez o quince días. Le comunica que es de esperar un ataque muy virulento sobre Madrid y que evite la salida de tropas. Mientras se desencadenarían ofensivas en el norte del Ebro. El objeto de tales acciones era cortar las comunicaciones con Cataluña. Le mencionó la falta de camiones y munición. Pero lo más grave era el ambiente de derrotismo que empezaba surgir entre el ejército. Le aconsejó atacar por Extremadura profundizando hasta alcanzar la línea Almendralejo-Zafra-Llerena hacia Badajoz. A esta propuesta se la denominó Plan P, este plan tendría diversos retrasos. Contaba con el visto bueno de Negrín y además tenía fecha de ejecución para el día 14 de noviembre. Finalmente el Consejo de Gobierno votó en contra del denominado Plan P, algo que contraría a Rojo y a Azaña (que había viajado a Madrid para pasar revista a las fuerzas asaltantes una mañana nublada del 13 de noviembre). El bombardeo de un acorazado nazi fue apoyado por Rojo, dando lugar a lo que se denomina incidente del Deutschland. Tras todo ello Rojo concibe la batalla de Teruel que comenzó el 15 de diciembre con un ataque republicano que tuvo éxito los primeros días y hubo grandes avances hacia la ciudad de Teruel, algo que hizo retrasar el quinto ataque a Madrid por parte de los sublevados. Algunos autores mencionan que Rojo entró el 22 de diciembre en Teruel sin escolta cabalgando a caballo. Días después tras inmensas ofensivas por uno y otro bando, en un ambiente de frío terrible, las tropas republicanas ceden al ataque y el 31 de diciembre abandonan Teruel. Finalmente, a comienzos de enero se rinden los últimos reductos y el Plan P de Rojo queda postergado. Una contraofensiva diseñada por Rojo recupera Teruel con gran coste de bajas republicanas, a mediados de enero, cuando se creía que la defensa de Teruel era posible con cierto grado de éxito, el general Aranda realiza un ataque inesperado que provoca la sorpresa de las tropas republicanas. A comienzos de febrero, la presión era tan grande que poco a poco se iban cediendo posiciones. Finalmente el 22 de febrero, las tropas republicanas se replegaron a posiciones de inicio de la ofensiva de Teruel. Esta operación afectó a Vicente Rojo hasta el punto de ofrecer su puesto a Negrín con el expreso deseo de ser substituido. Negrín, no sólo rechaza tal ofrecimiento, sino que alaba a Rojo, algo que sorprende al general que finalmente accede a continuar la lucha. Tras la recuperación de Teruel, las tropas de Franco, avanzando por el Maestrazgo, logran tocar el Mediterráneo cortando el 15 de abril, por primera vez, la comunicación de Barcelona con Madrid y Valencia. Los primeros días de abril caen Lérida y Gandesa. Rojo en Barcelona planifica las operaciones militares, pensando que Franco se dirigiría a Barcelona, pero las tropas sublevadas, cambian de parecer y se dirigen a Valencia por la costa. Castellón cae el 14 de junio y Valencia sufrirá numerosos bombardeos aéreos de la aviación franquista sin que pudiera ser conquistada.
La operación más ambiciosa que Rojo llevó a cabo ocurre a lo largo de 1938 y fue la ofensiva del Ebro, que dio lugar a la larga batalla del Ebro desarrollada desde el 25 de julio al 16 de noviembre de 1938, y en la cual la República se jugó su prestigio internacional, su capacidad de resistencia y la posibilidad de poder dar un giro favorable al curso de la guerra. Los primeros avances planificados por Rojo fueron exitosos. Tras un primer avance sorpresivo a las fuerzas franquistas, pronto el frente se estabilizó. Tras ser frenadas las tropas republicanas , durante los meses de agosto, septiembre y octubre, en unas durísimas batallas donde se combatía metro a metro, el Ejército Republicano es empujado hacía sus posiciones iniciales en el eje Ebro/Segre, restableciéndose el frente tal y como estaba al inicio de la batalla del Ebro. El General Rojo organiza el frente para la defensa de Cataluña a lo largo del río Segre y el Ebro hasta su desembocadura. Para ello llama a todos los varones en edad de combatir que permanecen en retaguardia, incluido personal civil y Guardias de Asalto.  El 23 de diciembre Franco inicia el ataque sobre Cataluña consiguiendo el primer día establecer una cabeza de puente en el Segre en dirección a Artesa. El 27, a pesar de una feroz resistencia de las tropas republicanas, se establece una nueva cabeza de puente sobre el Ebro en dirección a Borjas Blancas. Artesa y Borjas Blancas caen el día 4 de enero. El avance franquista, a partir de entonces, es arrollador y Vicente Rojo apenas puede establecer líneas defensivas que pronto son superadas. El 13 de enero cae Reus y el 15 de enero Tarragona. El 18 de enero, por insistencia de Negrín, el general Rojo habló por la radio por primera vez en toda la guerra. Ese discurso, cargado de esperanza, impresiona a Antonio Machado que escribe al día siguiente una carta a Vicente Rojo. A pesar de ello,  el 26 de enero Barcelona cae y Rojo menciona que la ciudad poseía los mismos medios materiales y humanos que Madrid en el año 1936, mencionando que Barcelona "se perdió simple y llanamente por no haber voluntad de resistencia". Ya desde el día 15 de enero se produjeron desbandadas de población que huía hacia la frontera pirenaica con Francia.  La caída de Barcelona agravó la situación. A pesar de aconsejar el general Rojo a Negrín la terminación de la Guerra, este alegó que renunciar supondría una lucha entre los que querían seguir y los que abandonaban. Como también manifestó el presidente Negrín a Juan Simeón Vidarte: "La paz negociada siempre; la rendición sin condiciones para que fusilen a medio millón de españoles, eso nunca".
Tras la caída de Barcelona, el ejército republicano se concentró el 1 de febrero delante del río Tordera con el objeto de cubrir las regiones de Vich y Seo de Urgel. Se encargó al general Saravia que acaba siendo depuesto de la misión por consejo especial de Rojo. A Rojo lo único que le importaba es que el ejército republicano pasase ordenadamente la frontera con Francia. El 9 de febrero las tropas franquistas alcanzan la frontera de Le Perthus finalizando el paso a la frontera desde el lado español. El general es uno de los últimos de abandonar la frontera y cruzar al lado francés. Las autoridades francesas desarmaban a los soldados, y a aquellos que no poseen referencias les obligaban a confinarse en campos de concentración.

### Periodo de exilio
Tras la caída de Cataluña en febrero de 1939, Rojo se trasladó a Francia, a la pequeña ciudad de Vernet-les-Bains donde se reunió con su familia. Teresa, su mujer, da a luz la más pequeñas de las hijas el 29 de septiembre de 1938 y su padrino será Juan Negrín. En esta época Rojo muestra su amistad con el político. La familia estaba junta, con excepción de uno de los hijos que desde el comienzo de la contienda se encontraba en la zona sublevada. Rojo pronto comprueba la situación penosa de los refugiados españoles en la zona francesa, ubicados en campos de concentración. Esta situación indignó a Rojo que en su intento de actuar escribe cartas "categóricas" a Negrín reclamando una solución.

#### Periodo argentino
Con el tiempo Rojo y su familia deciden salir de Francia y mediante el Servicio de Emigración de los Republicanos Españoles (SERE) que le abona el pasaje para trasladarse a Buenos Aires (Argentina). El 11 de agosto de 1939 parte para la ciudad de Buenos Aires en el buque Alcántara, coincide en él con José Ortega y Gasset, el viaje duró dieciocho días. La familia no tenía casa allí, lo que les esperaba era desconocido. La intención inicial era la de aceptar aquello como provisional, pero la situación política de Europa era cada vez peor. Encontraron finalmente casa en el barrio de Floresta (en la calle Ramón Falcón 4115). El gobierno argentino era reacio a la acogida de españoles procedentes del conflicto y les obligó a buscar trabajo. El comienzo de la Segunda Guerra Mundial permitió a Vicente Rojo la posibilidad de ofrecer sus opiniones militares en Crítica (periódico fundado por el empresario Natalio Botana). En ese diario Vicente Rojo llegó a escribir más de medio millar de artículos, todos ellos cubrían desde la historia, opinión de los combates, ataques, alianzas, etc. Su colaboración comenzó el 4 de septiembre de 1939 y finalizó el 22 de enero de 1943. A fines de 1939 publica ¡Alerta los pueblos! y recibe críticas elogiosas por ello.
Rojo desarrolló durante este periodo una actividad de conferencias que le permitieron viajar a lo largo del país. Estas conferencias suponían un ingreso importante para su economía familiar. En ellas hablaba de la Guerra Civil, del establecimiento del ejército popular, de los conflictos armados que se desarrollaban bajo la Segunda Guerra Mundial, etcétera. En agosto de 1941 la familia Rojo recibe la noticia de la aceptación del visado del hijo Francisco para ir a la Argentina, con él la familia ya está al completo. El 1 de abril de 1941 Vicente Rojo inaugura una revista denominada Pensamiento Español, este proyecto editorial tiene por objeto hacer patentes las opiniones de los republicanos en el exilio, así como la de favorecer la conciliación de los españoles. Esta aventura se ve respaldada por el político catalán Manuel Serra y el gallego Ramón Rey Baltar. En la revista escribieron numerosos escritores españoles del exilio. Durante este periodo escribe el libro España heroica. Son de destacar las iniciativas de ayudar a los refugiados españoles desde Argentina vía los servicios sociales del SERE y la JARE. Uno de los incidentes más amargos de Rojo fue cuando, a la llegada a Buenos Aires de su amigo y colaborador de la Colección Bibliográfica Militar, Emilio Alamán, este le negó el saludo. A pesar de todo, en Londres, Negrín da un discurso en 1942 alabando la heroica actitud del jefe del Estado Mayor, sin escatimar elogios.
La llegada de José Antonio Aguirre (expresidente del Gobierno Vasco durante la República) en abril de 1941 para dar una conferencia en el Centro Republicano de la capital argentina, provoca un editorial en el Pensamiento Español escrito por Vicente Rojo y titulado La unidad española y los nacionalismos que levantó disputas entre los fundadores. Desató una guerra de editoriales con otra publicación denominada Euzco Deya que defendía posiciones separatistas. Finalmente, en una carta publicada por el Pensamiento Español en 1942, los dos generales —Vicente Rojo y Enrique Jurado— deciden abandonar para no perjudicar a la publicación, ya que entienden que los ataques van dirigidos contra ellos.

#### Periodo en Bolivia
En 1942 el gobierno de Bolivia le ofreció la posibilidad de que organizara y dirigiera la cátedra de Historia Militar y Arte de la Guerra en su Escuela de Estado Mayor (Escuela de Comando y Estado Mayor), tarea esta que desarrolló entre 1943 y 1945, siéndole reconocido su empleo de general del Ejército español y condecorado con el máximo galardón. Se establece con su familia en Cochabamba (en el barrio Muyurina) y comenzó a dar clases a los oficiales del ejército boliviano en 1943. El asombro que dejó Bolivia en el general queda reflejado en una obra que publica en 1965 y que titula Caminar (ilustrado con dibujos de su hijo José Andrés), en este libro describe rutas por las que estuvo de este país. El contrato promovido por el general Peñaranda y mediante el que se llevó a Vicente Rojo a Bolivia era inicialmente de una duración de cinco años, luego se prolongaría. Los hijos mayores se matricularon en la Universidad y los menores al colegio. Vicente Rojo viajaba a menudo con el ejército, atendía a los visitantes ilustres que se acercaban a Cochabamba (uno de ellos es el poeta zamorano León Felipe). En su vida cotidiana escribía, comía salteñas los fines de semana tras salir de misa, acudía a eventos sociales, etc.
Lo curioso es que durante ese periodo Rojo estuviera alejado de la inestabilidad política de Bolivia. En sus escritos no hace mención siquiera de los acontecimientos de 1952 en Bolivia. Algunos de sus hijos comenzaban a casarse. Ángel, uno de sus hijos que siguió los pasos de su padre se ve pronto mezclado en los incidentes de Bolivia. Rojo se entera en Bolivia de los Pactos de Madrid en los que España comienza relaciones con Estados Unidos, él está abiertamente en contra. En ese año de 1952 una de las hijas de Rojo estudiaba en Madrid, el regreso de la chica fue extraño. En 1953 su esposa, Teresa, es la que cruza el océano para ir a España a ver su familia. Una vez más regresó en 1954 para el entierro de su madre. Estos viajes de su familia hacen pensar a Rojo sobre la posibilidad de regresar. Redacta un texto en sus papeles que denomina síntesis, en el pone las razones para regresar. Entre ellas cabe destacar su deseo de morir en España.
El 31 de octubre de 1954 Rojo solicita su regreso al embajador de España en La Paz. Su enfermedad le acosaba y ya en 1955 deja de realizar su trabajo docente a causa de ello. Inició las gestiones para su regreso, junto con la de su familia. En enero de 1956 agiliza los trámites mediante la ayuda de uno de sus hijos. Los trámites para su regreso fueron pasando por diversos trances, el gobierno republicano en el exilio no lo vio bien inicialmente. La idea persistente de regresar causó alguna discrepancia de opiniones entre sus hijos, era ya octubre de 1956. A comienzos de 1957 tras una entrevista con Agustín Muñoz Grandes de uno de sus enviados se comenzó a tramitar los papeles por primera vez. Comienzan las condecoraciones de despedida en Bolivia: Comendador de la Orden del Cóndor de los Andes, Medalla de Oro de las Fuerzas Armadas Bolivianas. En marzo de 1957 parte la familia Rojo de Cochabamba a Buenos Aires en tren.

### Regreso a España
En marzo de 1957 regresó a España, gracias a las gestiones de un jesuita que conoció durante su estancia en Bolivia y avalado también por el obispo de Cochabamba, antiguo capellán castrense a las órdenes de Rojo. Desembarcó en Barcelona y se dirigió a Madrid. Nada más llegar a Rojo se le abre un expediente informativo a cargo del coronel Enrique Eymar Fernández, se le comunica que es un procedimiento rutinario con los que llegan del exilio. Vicente se traslada a Sagunto y allí se entera de que el procedimiento de expediente informativo acaba elevándose a Causa Criminal. El 16 de julio de 1957 se le citó para ser procesado por «rebelión militar». Vicente Rojo, amparándose en el artículo 554, recurrió. Con ello se iniciaron los trámites. La situación pareció a Rojo muy ofensiva, tras cuarenta y seis años de servicio sin incidentes, ahora era sentenciado por una causa que le dejaba perplejo. Durante el procedimiento tuvo que acudir cada siete días ante el juez para probar que permanecía en Madrid (Raymond Carr le invitó a Londres y recibió como respuesta escueta: "de ninguna manera"). El día del proceso, eligió un abogado militar de turno, evitando que un amigo le defendiera. En la calificación provisional se le quería condenar a treinta años. El juicio tuvo lugar el 5 de diciembre de 1957. Finalmente sería juzgado por "auxilio a la rebelión", en su calidad de excomandante del Ejército, por el hecho de no haberse rebelado contra el gobierno legítimo de la República.
Al parecer su regreso del exilio no había gustado a ciertos sectores militares, entre ellos al propio Franco que escribiría de su puño y letra en su expediente "negar el pan y la sal" (el pan y sal es considerado como un saludo). El 18 de enero de 1958 recibe en su domicilio de Ríos Rosas, 48 la sentencia de cadena perpetua, interdicción civil e inhabilitación absoluta. Con la sentencia se acompaña el indulto para la pena de cadena perpetua, no así a las condenas accesorias de interdicción civil e inhabilitación absoluta, dicho indulto fue condicional a cualquier reincidencia. Rojo comenta: "Se me ha reducido a la muerte civil". Durante estos iniciales días en Madrid visitó a unos pocos amigos, algunos familiares. Fuera de este entorno, el clima estaba enrarecido, los conocidos evitaban el contacto con él. El doctor Gregorio Marañón le visitaba como amigo y doctor, aunque poco a poco las visitas eran cada vez más profesionales. Su mujer Teresa veía cómo amigas suyas de antes de la guerra cruzaban la acera evitando el saludo. Desde la sentencia de inhabilitación un policía le seguía los pasos, vigilándolo. Su vida se reducía a quedar en alguna cafetería con conocidos, pasar alguna tarde con familiares y pasear. En esta época redactó una novela titulada «?» (signo de interrogación) y que dejó inconclusa entre sus papeles.
Es en esta época cuando decide ser útil escribiendo su «Historia de la guerra de España» (que dedica a su mujer: Teresa), para ello solicita en una carta fechada el 20 de enero de 1961, y dirigida a su hijo que vivía en Bolivia, que le envíe por conocidos de confianza diferentes materiales de su archivo personal. El libro ya está redactado y maduro a comienzos del año 1962, el problema era su comercialización: resultaba intrínsecamente problemático un libro publicado por el General Rojo en pleno franquismo. La urgencia económica hace que ofrezca los derechos de «Así fue la defensa de Madrid» al editor y poeta Carlos Barral, este al final aconseja a Vicente Rojo que se ponga en contacto con Alberto Mondadori, que finalmente adquiere los derechos universales del libro. Empieza a trabajar en otras publicaciones que quedarán incompletas como su «Anecdotario». Los últimos años de su vida fue escribiendo una libreta de anotaciones que él mismo denominó «Platillos voladores», en sus escrituras refleja ideas, aforismos, vivencias, opiniones, etc.
Vicente Rojo padecía de un enfisema pulmonar y ello le acarreaba serios problemas de salud debido a su tabaquismo. Su adicción al tabaco le impidió dejar de fumar, y permaneció en su hábito hasta sus últimos días. Finalmente falleció en la casa de su suegro en Ríos Rosas 48, a las siete de la madrugada del 15 de junio de 1966. En su testamento legaba lo poco que poseía a su esposa y cedía su «Autobiografía» a sus herederos. Las agencias de prensa dieron la noticia de forma muy escueta, mientras que los diarios ABC y Ya le reconocieron su empleo de general y lo calificaron como "el jefe militar más brillante del ejército republicano durante la guerra civil". Por su parte, el diario El Alcázar, que por entonces era uno de los periódicos más aperturistas dentro de la prensa de Madrid, destacó el prestigio de que gozaba entre los militares por su capacidad profesional. Las necrológicas en los distintos periódicos de provincias se fueron sumando. El entierro se celebró el día después y sus restos fueron trasladados al Cementerio de San Justo.

## Obra
Cabe destacar dentro de su primera etapa como formador de la Academia de Toledo, antes de la Guerra Civil, que plasmó sus conocimientos militares en algunos libros de la serie Colección Bibliográfica Militar, serie que realizó en colaboración con Emilio Alamán. Su actividad como periodista fue desarrollada en el exilio de Argentina escribiendo para La Crítica, siendo el fundador del El pensamiento Español. Su esfuerzo por explicar la historia de España que desencadenó en la Guerra Civil fue reflejada en algunas de sus obras.

### Guerra Civil
Escribió varios libros, donde se recogen sus experiencias militares en la guerra civil española, de esta forma publicó:
- ¡Alerta los pueblos! (1939) - Se trata de un estudio político-militar del periodo final de la Guerra Civil.
- ¡España heroica! (1942) - Con subtítulo de "Diez Bocetos de la guerra civil española".
- Así fue la defensa de Madrid (1967)

Algunos libros incompletos, que forman parte del Archivo Personal de General y forman parte de los innumerables artículos periodísticos escritos durante el exilio, son:
- En el Archivo Histórico Nacional se ha descubierto un manuscrito titulado Historia de la guerra de España  en casi cerca de 600 folios. Descubierto por Jorge Martínez Reverte mientras elaboraba la documentación de su libro El arte de matar. La obra fue publicada por RBA en 2010 con el título Historia de la guerra civil española, en edición de Martínez Reverte, acompañada de un estudio introductorio de dicho historiador.
- En el año 2006, uno de sus nietos, el periodista de El País José Andrés Rojo, publicó una completa biografía titulada Vicente Rojo. Retrato de un general republicano (Tusquets Editores).

### Arte militar
Entre los libros que escribió Vicente Rojo sobre el arte militar
- Lecciones de historia de la guerra - Cochabamba (1943)
- Lecciones de logística - Cochabamba (1947)
- Lecciones de Comando y Estado Mayor - Cochabamba (1948)
- Doctrina militar para Bolivia - Cochabamba (1954)
- Elementos del Arte de la Guerra» - Cochabamba
- Estrategia, táctica y conducción de grandes unidades- Buenos Aires (1947)

### Diversos
- Andares - Madrid (1965) - (ilustrado con dibujos de su hijo José Andrés), en este libro describe rutas por las que estuvo en Bolivia.
- Tríptico sobre España - Madrid (1953) -
  - Con el pensamiento en España»- Madrid (1946) -
  - Estampas  - Madrid (1946) -
  - Momento español - Madrid (1946) - Nunca publicado, es una crítica al franquismo y a la política de la república
- Platillos voladores - Madrid 1962 - Libro de memorias (no publicado).
- ? (sin título) - Madrid 1961 - Novela con el signo de interrogación que dejó inconclusa.

## Homenajes
- Historia postal de Sagunto 1936-1939. Exposición filatélica promovida por Emilio Llueca Úbeda en homenaje al general Vicente Rojo Lluch en su primer centenario (1894-1994). Colegio Público Cronista Chabret. 20, 21 y 22 de abril de 1995.
- Aparición como personaje en el largometraje Raza, que tiene lugar casi al final de la película.[38] La breve escena se sitúa el 22 de octubre de 1937, el día posterior a que cesara la resistencia del Frente Norte (Asturias). Y pronuncia una frase: "Estamos dando una prueba bien triste de la falta de armonía habitual, verdadera causa de los reveses sufridos hasta ahora".
- Sin novedad en el Alcázar cuyo director es Augusto Genina, describe la visita que este realizó como parlamentario.
- En mayo de 2013 el general republicano Vicente Rojo es homenajeado en su pueblo, La Font de la Figuera, por unanimidad celebrando una misa por todas las víctimas de la guerra.[39]